# Lev Yachine
Pour les articles homonymes, voir Iachine.
Lev Yachine (en russe : Лев Яшин), né le 22 octobre 1929 à Moscou (RSFS de Russie, en URSS), et mort le 21 mars 1990 dans cette même ville, était un footballeur international soviétique, qui évoluait au poste de gardien de but. Il est devenu après sa carrière vice-président de la Fédération d'URSS de football.
Considéré comme le meilleur portier de tous les temps, il est le seul gardien à avoir remporté le Ballon d'or, qui lui est attribué en 1963,. Il a été, en effet et si l'on excepte le Hongrois Gyula Grosics, le premier joueur à ce poste que l’on puisse qualifier de « moderne » tactiquement et techniquement. N’ayant pas peur de sortir de sa ligne pour contrer le porteur du ballon, il a également été le précurseur des parades réflexes, des sorties aériennes, ou avec les poings, connues et apprises par tous les gardiens aujourd’hui. Sa tunique entièrement noire, souvent accompagnée d’une casquette de la même couleur, lui valurent le surnom d’Araignée Noire, comparant sa cage de but à une toile imprenable.
Yashin a passé toute sa carrière au Dynamo Moscou. Médaillé d'or aux Jeux olympiques de 1956, il a également remporté le Championnat d'Europe en 1960 et disputé à 4 Coupes du monde dont 3 participations en titulaire & une en tant que remplaçant avec l'équipe d'URSS.
En 1999, Yashin est nommé par l'IFFHS « meilleur gardien du siècle » à la fois en Europe et au niveau mondial. Il fait partie de l'équipe mondiale du XXe siècle.

## Carrière

### En club
À 13 ans, Lev Yachine entre comme apprenti dans l'usine qui emploie ses parents à Touchino, dans la banlieue de Moscou. Il pratique le football à partir de 1945 dans l'équipe de l'usine. D'abord joueur de champ, il finit par adopter le poste de gardien de but et est remarqué par Arkadi Tchernychiov, entraîneur de l'équipe de hockey sur glace du Dynamo Moscou.
Lev Yachine fait ses débuts pour le club moscovite en 1950. Dans l'équipe de football, le poste de gardien titulaire est Aleksei Petrovich Khomich, également portier de l'équipe d'URSS, ce qui le relègue alors sur le banc des remplaçants. Sa situation s'aggrave par les erreurs qu'il commet lors de l'un de ses premiers matchs,. Yachine dispute ainsi seulement quelques rencontres durant ses premières années au club, jouant principalement avec l'équipe réserve tout en gardant également les buts de l'équipe de hockey du Dynamo. Prenant la suite de Khomich, transféré au Spartak Minsk, Yachine s'impose à partir de 1953 dans les buts de l'équipe de football. Il passe toute sa carrière au Dynamo, club pour lequel il dispute 326 matchs dans le championnat d'URSS entre 1950 et 1970. Il remporte l'épreuve à cinq reprises, ainsi que trois coupes d'URSS,. Cependant, à l'époque de Yachine, le Dynamo n'a pas pris part aux compétitions européennes.

### En équipe nationale

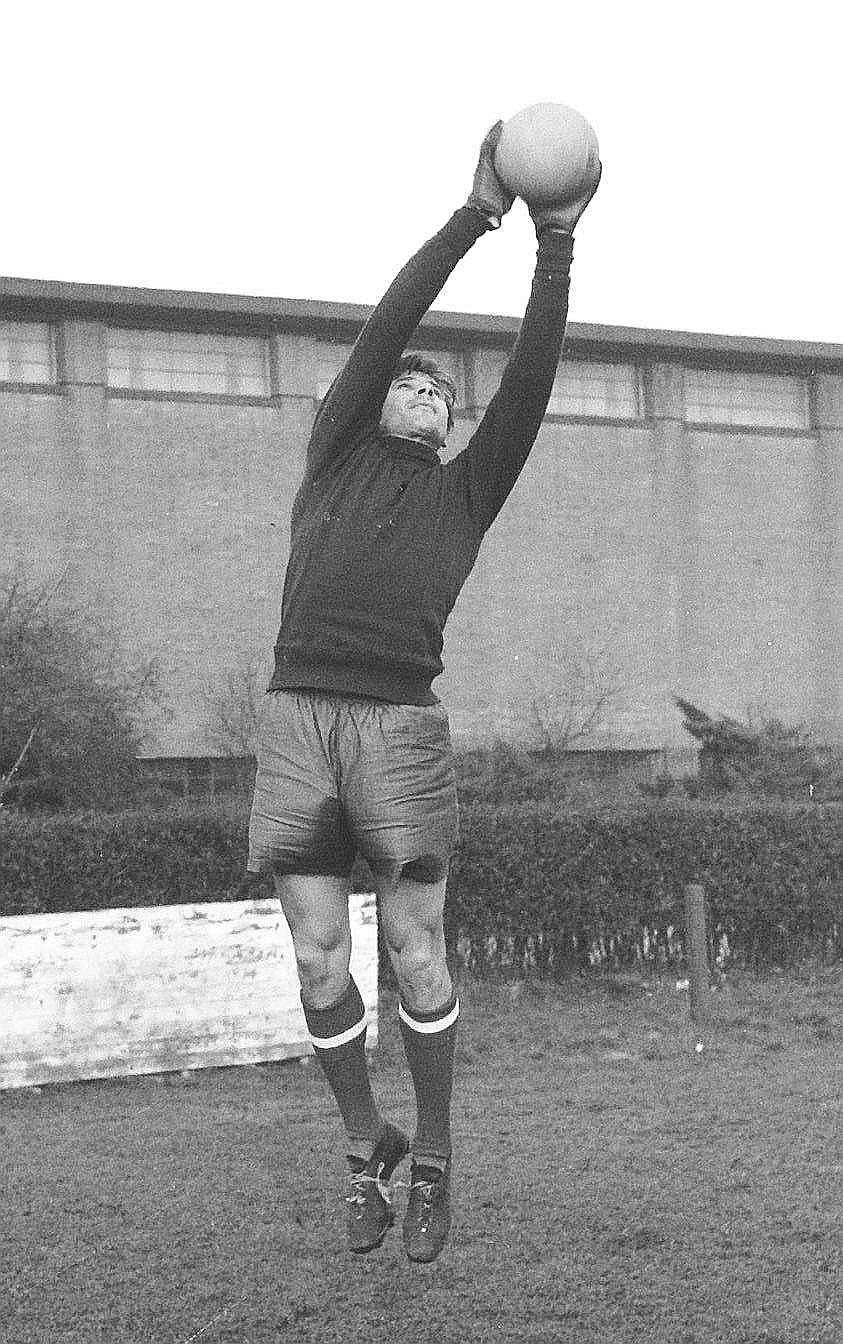
Lev Yachine en 1960.

Lev Yachine fait ses débuts internationaux en 1954 et compte 78 sélections en équipe d'URSS. Avec l'équipe soviétique, il est médaillé d'or aux Jeux de Melbourne en 1956, n'encaissant que deux buts en quatre matchs lors du tournoi. L'URSS participe à la première édition du championnat d'Europe des nations (alors Coupe d'Europe des nations), organisée en 1960. Yachine se montre décisif durant la finale disputée face à la Yougoslavie, parant notamment les coups francs de l'attaquant Bora Kostić, et les Soviétiques s'imposent durant la prolongation grâce à un but inscrit par Viktor Ponedelnik. En 1964, ils atteignent la finale et s'inclinent face à l'Espagne. À l'issue de ces deux tournois, Yachine est retenu dans l'« équipe type » désignée par l'UEFA.
Yachine garde également les buts soviétiques à treize reprises en l'espace de trois Coupes du monde. En 1958 et 1962, l'équipe d'URSS passe le premier tour et est éliminée en quarts de finale. En 1962, il tient sa place alors qu'il souffre d'un traumatisme crânien ; il commet des erreurs devant la Colombie et le pays hôte, le Chili. À l'issue de la compétition, le quotidien sportif L'Équipe estime que la fin de sa carrière se profile,. Toutefois, le portier soviétique retrouve par la suite son meilleur niveau. L'URSS atteint les demi-finales de la Coupe du monde en 1966 et, à 36 ans, Yachine est élu meilleur gardien du tournoi,. Il ne dispute pas les deux premiers matchs mais se distingue ensuite, notamment face à l'Italie lors du premier tour, puis en quarts de finale devant la Hongrie. Enfin, Yachine fait partie de la sélection soviétique lors de la Coupe du monde 1970. Alors âgé de 40 ans, il est appelé en tant que titulaire mais préfère laisser sa place à un jeune gardien.

### Matches de gala

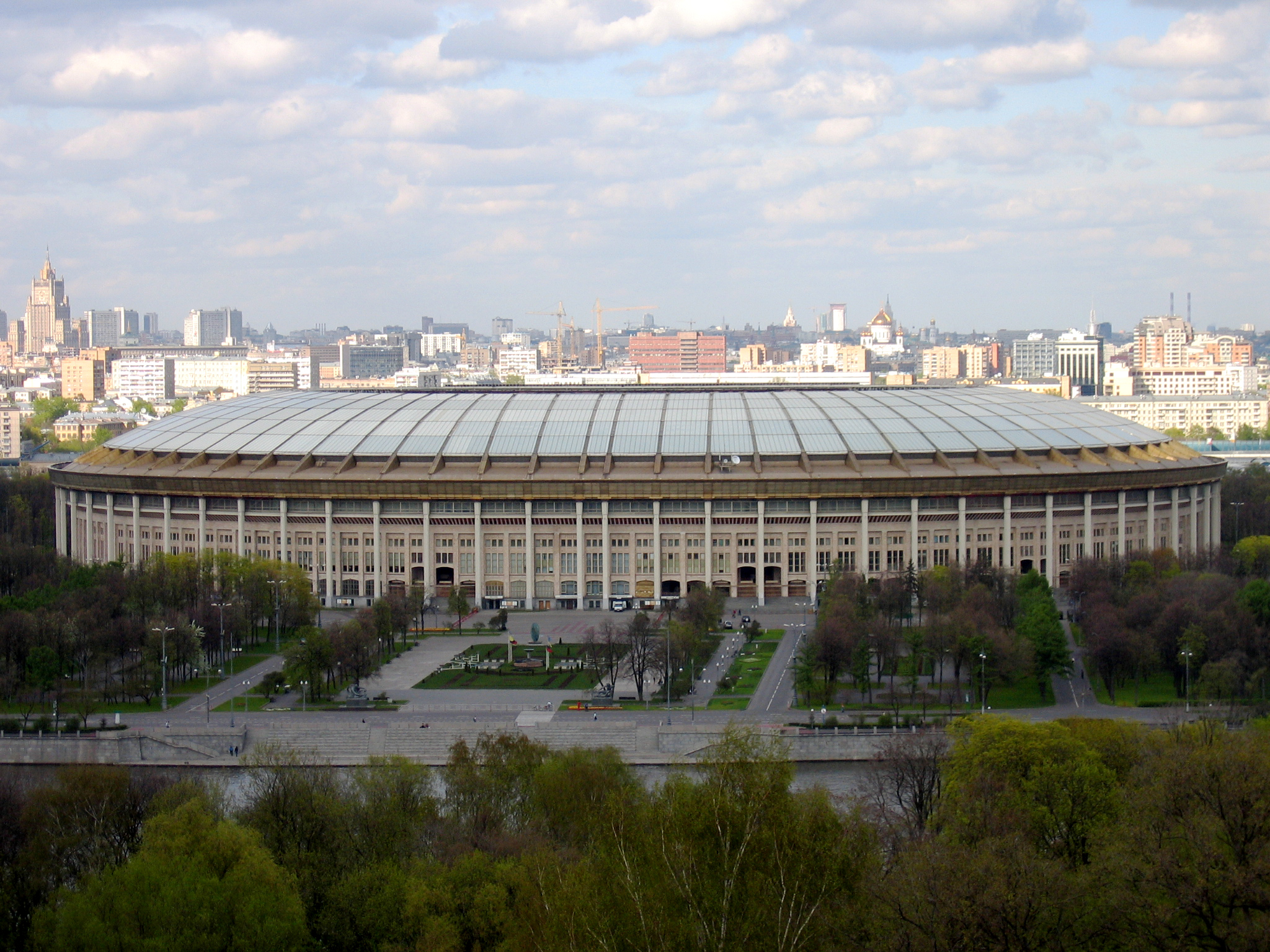
Le stade Loujniki de Moscou.

Lev Yachine a représenté la FIFA à plusieurs reprises lors de matchs de galas. En octobre 1963, la fédération anglaise organise une rencontre amicale pour fêter son centenaire. Yachine garde les buts d'une sélection mondiale qui compte notamment dans ses rangs Alfredo Di Stéfano, Ferenc Puskás et le Brésilien Djalma Santos. Ils sont opposés à l'équipe d'Angleterre, qui l'emporte sur le score de 2-1. Les journalistes internationaux présents à Wembley élisent Jimmy Greaves « homme du match », devant le portier soviétique. En 1968, il participe à un match amical organisé pour célébrer le dixième anniversaire de la première victoire brésilienne en Coupe du monde. Au stade Maracanã, l'équipe du Brésil bat sur le score de 2-1 l'équipe de la FIFA formée de joueurs européens et sud-américains, notamment l'Allemand Franz Beckenbauer et l'Argentin Roberto Perfumo.
En avril 1965, de grandes figures du football tels Yachine, Di Stéfano, Puskás, ou encore Josef Masopust, sont invitées à Stoke-on-Trent pour le jubilé de Stanley Matthews, le premier lauréat du Ballon d'or. Le match d'adieu de Lev Yachine est organisé au stade LENINE en mai 1971. À cette occasion, le Dynamo rencontre devant 100 000 spectateurs une sélection internationale composée entre autres du Britannique Bobby Charlton et de l'Allemand Gerd Müller, ainsi que de joueurs d'Europe de l'Est, tels le Polonais Wlodzimierz Lubanski et le Bulgare Hristo Bonev,.

### Impact sur le monde du football

#### Style et influence sur le jeu
Lev Yachine fait partie des premiers gardiens de football à boxer les tirs qu'il juge trop difficiles à maîtriser, au lieu d'essayer de les stopper. Il innove aussi en relançant immédiatement le ballon après avoir effectué un arrêt, pour permettre à son équipe de contre-attaquer rapidement. Il s'entraîne afin de mieux contrôler et passer le ballon au pied, durant les matchs il s'avance parfois en dehors de la surface de réparation pour contrer les passes adverses adressées en profondeur.
Son envergure et sa traditionnelle tenue noire lui valent de nombreux surnoms tels que la « panthère noire » ou l'« araignée noire ». Sa souplesse lui permet d'être performant sur les tirs à ras de terre, malgré sa grande taille. Yachine excelle également dans l'exercice des coups de pied de réparation, la presse rapporte qu'il aurait arrêté 150 penalties durant sa carrière,. Interrogé à propos du portier moscovite, le gardien britannique Gordon Banks énumère ses principales qualités : « Il faisait de grands arrêts, savait réduire les angles de tir et intercepter les centres aériens. » (« He made great saves, knew his angles, and could take crosses. ») Selon Gordon Banks, le Soviétique était le meilleur à son poste. Pour Sepp Maier, Yachine est « un des très rares gardiens qui étaient excellents dans tous les domaines, sur sa ligne, dans la surface de réparation, etc. » Le Moscovite a d'ailleurs servi de modèle au portier allemand, ou encore au Britannique Peter Shilton. Le buteur portugais Eusébio, qui l'a affronté lors de la Coupe du monde 1966, considère que Yachine « est encore le meilleur gardien de but au monde. » C'est en hommage à Lev Yachine que le gardien de but et international français Fabien Barthez a porté durant sa carrière une tenue noire.[réf. nécessaire]
Lev Yachine reste une légende en Russie, l'ancien auquel sont comparés les meilleurs gardiens de but du moment, comme Rinat Dasaev durant les années 1980, ou encore Igor Akinfeev dans les années 2000. Les gardiens totalisant 100 matchs sans encaisser de but dans leur carrière professionnelle font, selon l'expression russe, leur entrée dans le « club Yachine ».

#### Prix et récompenses
En 1963, Yachine reçoit le Ballon d'or, qui à l'époque est décerné au meilleur joueur européen de l'année. Il est à ce jour le seul gardien de but à avoir reçu ce prix,. Durant sa carrière, le jury composé de journalistes sportifs le classe à quatre reprises dans les cinq premiers. Il reçoit à six reprises le prix du « gardien de but Européen de l'année », qui est attribué au gardien le mieux classé lors du scrutin.
En 1998, Yachine figure dans la « sélection du XXe siècle » établie par un jury de vingt-quatre journalistes réunis par un des sponsors de la Coupe du monde 1998. En 1999, lors des « votes du siècle », le jury d'historiens du football et de journalistes spécialisés constitué par l'IFFHS le nomme « meilleur gardien du siècle » à la fois en Europe et au niveau mondial. Lors des deux votes, le moscovite devance l'italien Dino Zoff et le britannique Gordon Banks. Il reçoit également le prix du « meilleur gardien de but soviétique du siècle ». La même année, il est retenu dans la liste des cent meilleurs joueurs de l'histoire établie par World Soccer,. Le magazine France Football interroge trente lauréats du Ballon d'or afin de désigner le « joueur du siècle ». Yachine apparaît à la dixième place, il recueille le même nombre de votes que le buteur allemand Gerd Müller,.
En 2002, le portier moscovite fait partie de l'équipe réunissant les meilleurs joueurs de l'histoire du football composée par les internautes sur le site fifaworldcup.com. En 2004, à l'occasion du jubilé de l'UEFA, l'association organise un vote pour désigner « 52 Joueurs en or ». Chaque fédération européenne sélectionne un joueur l'ayant représenté, le choix de la fédération de Russie se porte sur Lev Yachine. Par la suite, les internautes sont invités à voter pour les joueurs figurant sur la liste ainsi constituée. Ils classent Yachine à la 8e place, entre l'attaquant portugais Eusébio et le meneur de jeu français Michel Platini,.
Lev Yachine est désigné « meilleur gardien d'URSS » par le magazine russe Ogonyok en 1960, 1963 et 1966. Il est décoré de l'Ordre de Lénine en 1967 et reçoit le titre honorifique de Héros du travail socialiste en 1990. En 1999 il est élu « sportif russe du siècle » par un jury composé de journalistes sportifs, devant le lutteur Alexandre Kareline et le hockeyeur Vsevolod Bobrov,. Une statue le représentant a été édifiée devant le stade du Dynamo Moscou.

#### Le trophée Lev Yachine
Le trophée du meilleur gardien de but de la Coupe du monde de football, créé en 1994, porte son nom. Il est décerné par un jury constitué d'anciens joueurs et d'entraîneurs membres du groupe d'étude technique de la FIFA. Le trophée Lev Yachine a été attribué à Michel Preud'homme en 1994, à Fabien Barthez en 1998, Oliver Kahn en 2002, Gianluigi Buffon en 2006. À partir de l'édition 2010, le trophée est renommé gant d'or.
Depuis 2019, le trophée Yachine récompense le meilleur gardien de but de l'année civile, le prix étant remis lors de la cérémonie du Ballon d'or. À l'instar des autres récompenses attribuées, le trophée Yachine porte sur la saison et non l'année civile, à partir de l'édition 2022. Le gardien brésilien Alisson est le premier récipiendaire de ce trophée. Le dernier en date est le gardien argentin d'Aston Villa, Emiliano Martinez.

## Vie personnelle
En dehors du football et du hockey, Lev Yachine pratique de nombreux sports tels que l'escrime, le basket-ball, la boxe, le tennis et le water polo. Il est amputé d'une jambe à la suite d'une phlébite en 1986 et meurt en 1990 des suites d'un cancer de l'estomac.

## Palmarès

### Palmarès en hockey sur glace
- Vainqueur de la Coupe de l'URSS en 1953 avec le Dynamo Moscou.

### Palmarès en football

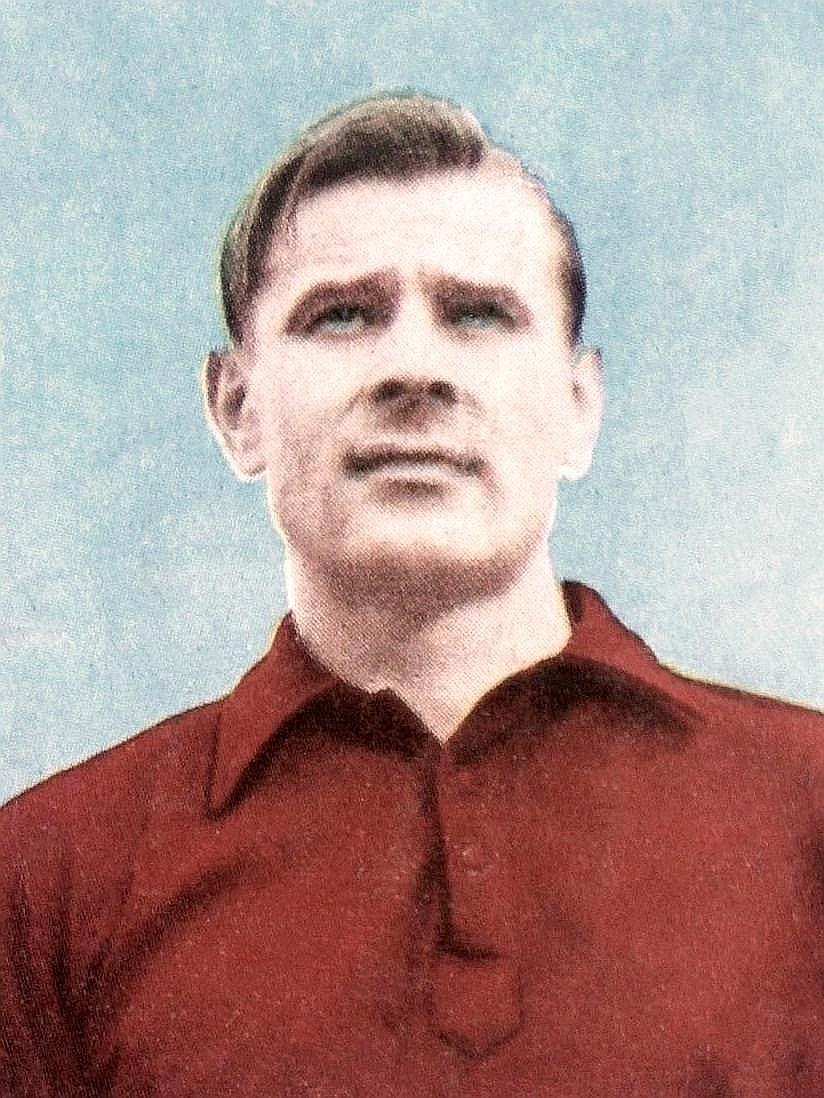
Lev Yachine en 1966.

#### Distinctions collectives
- Avec le Dynamo Moscou
  - Champion d'Union soviétique en 1954, 1955, 1957, 1959 et 1963.
  - Vainqueur de la Coupe d'Union soviétique en 1953, 1967 et 1970.

- Avec la sélection soviétique
  -  Médaillé d'or aux Jeux olympiques d'été de 1956.
  - Champion d'Europe en 1960.
  - Vice-champion d'Europe en 1964.

#### Distinctions individuelles
- Élu Ballon d'Or France Football en 1963[33] (seul gardien de but à ce jour à avoir obtenu cette distinction[1])
- Élu meilleur gardien de but européen de l'année en 1956, 1957, 1959, 1960, 1961, 1963, 1964, 1965 et 1966.
- Élu « meilleur gardien d'URSS » par le magazine Ogoniok en 1960, 1963 et 1966.
- Élu meilleur gardien de but de la Coupe du Monde en 1966.
- Élu « meilleur gardien de but du siècle » au niveau mondial, européen et russe par l'IFFHS en 1999.
- Élu « sportif russe du siècle » en 1999 par un jury composé de journalistes sportifs.
- Désigné « meilleur joueur russe des 50 dernières années » par la Fédération de Russie de football lors du jubilé de l'UEFA en 2004
- Nommé dans la Dream Team FIFA en 2002[34].
- Membre de la Ballon d'Or Dream Team France Football en 2020.

## Statistiques
| Saison                | Club                  | Championnat           | Championnat | Championnat | Coupe(s) nationale(s) | Coupe(s) nationale(s) | Union soviétique | Union soviétique | Total | Total |
| Saison                | Club                  | Division              | M.          | B.          | M.                    | B.                    | M.               | B.               | M.    | B.    |
| 1950                  | Dynamo Moscou         | Klass A               | 2           | 0           | -                     | -                     | -                | -                | 2     | 0     |
| 1951                  | Dynamo Moscou         | Klass A               | -           | -           | -                     | -                     | -                | -                | 0     | 0     |
| 1952                  | Dynamo Moscou         | Klass A               | -           | -           | -                     | -                     | -                | -                | 0     | 0     |
| 1953                  | Dynamo Moscou         | Klass A               | 13          | 0           | 5                     | 0                     | -                | -                | 18    | 0     |
| 1954                  | Dynamo Moscou         | Klass A               | 24          | 0           | 1                     | 0                     | 2                | 0                | 27    | 0     |
| 1955                  | Dynamo Moscou         | Klass A               | 22          | 0           | 4                     | 0                     | 4                | 0                | 30    | 0     |
| 1956                  | Dynamo Moscou         | Klass A               | 19          | 0           | -                     | -                     | 10               | 0                | 29    | 0     |
| 1957                  | Dynamo Moscou         | Klass A               | 12          | 0           | -                     | -                     | 5                | 0                | 17    | 0     |
| 1958                  | Dynamo Moscou         | Klass A               | 6           | 0           | -                     | -                     | 6                | 0                | 12    | 0     |
| 1959                  | Dynamo Moscou         | Klass A               | 19          | 0           | -                     | -                     | 2                | 0                | 21    | 0     |
| 1960                  | Dynamo Moscou         | Klass A               | 18          | 0           | 2                     | 0                     | 5                | 0                | 25    | 0     |
| 1961                  | Dynamo Moscou         | Klass A               | 19          | 0           | 2                     | 0                     | 5                | 0                | 26    | 0     |
| 1962                  | Dynamo Moscou         | Klass A               | 17          | 0           | -                     | -                     | 7                | 0                | 24    | 0     |
| 1963                  | Dynamo Moscou         | Pervaïa Grouppa A     | 27          | 0           | 2                     | 0                     | 4                | 0                | 33    | 0     |
| 1964                  | Dynamo Moscou         | Pervaïa Grouppa A     | 28          | 0           | 3                     | 0                     | 7                | 0                | 38    | 0     |
| 1965                  | Dynamo Moscou         | Pervaïa Grouppa A     | 20          | 0           | -                     | -                     | 5                | 0                | 25    | 0     |
| 1966                  | Dynamo Moscou         | Pervaïa Grouppa A     | 8           | 0           | -                     | -                     | 7                | 0                | 15    | 0     |
| 1967                  | Dynamo Moscou         | Pervaïa Grouppa A     | 20          | 0           | 7                     | 0                     | 5                | 0                | 32    | 0     |
| 1968                  | Dynamo Moscou         | Pervaïa Grouppa A     | 17          | 0           | 8                     | 0                     | -                | -                | 25    | 0     |
| 1969                  | Dynamo Moscou         | Pervaïa Grouppa A     | 22          | 0           | 2                     | 0                     | -                | -                | 24    | 0     |
| 1970                  | Dynamo Moscou         | Vyschaïa Grouppa A    | 13          | 0           | 3                     | 0                     | -                | -                | 16    | 0     |
| Total sur la carrière | Total sur la carrière | Total sur la carrière | 326         | 0           | 39                    | 0                     | 74               | 0                | 439   | 0     |

### Autres chiffres
- 271 matchs sans encaisser de but[35]
- 150 penalties stoppés durant sa carrière

## Distinctions reçues
- Désigné Héros du travail socialiste en 1990
- Reçoit l'Ordre de Lénine en 1967